# Eugène Vinaver
Eugène Vinaver (* 18. Juni 1899 in Sankt Petersburg; † 21. Juli 1979), Sohn des russischen Juristen und Politikers Maxim Winawer, war ein französischer Romanist und Mediävist, der in England lehrte.

## Leben und Werk
Vinaver war an der École pratique des Hautes études in Paris Schüler von Joseph Bédier. Er habilitierte sich mit den beiden Thèses Le Roman de Tristan et Iseut dans l'œuvre de Thomas Malory und Études sur le "Tristan" en prose. Les sources, les manuscrits, bibliographie critique (beide Paris 1925) und ging nach Oxford, wo er Lecturer und 1931 Reader wurde. Von 1933 bis 1966 war Vinaver Professor für französische Sprache und Literatur in Manchester. Nach seiner Emeritierung lehrte er noch in Kanada und in den USA sowie an der University of Hull und an der University of Kent in Canterbury.
Vinaver gründete 1928 in Oxford eine Artusgesellschaft und 1948 zusammen mit Jean Frappier und Roger Sherman Loomis (1887–1966) die Internationale Artusgesellschaft. Ab 1961 war er ausländisches Mitglied der Königlich-Belgischen Akademie und ab 1972 korrespondierendes Mitglied der British Academy. Vinaver war fünffacher Ehrendoktor.

## Weitere Werke
- Malory, Oxford 1929, Reprint 1992
- Hommage à Bédier, Manchester 1942
- Racine. Principes de la tragédie en marge de la poétique d'Aristote, texte établi et commenté, Manchester 1944, Manchester/Paris 1978
- (Hrsg.) The Works of Sir Thomas Malory, 3 Bde., Oxford 1947, 2. Auflage 1967, 3. Auflage 1990
- Racine et la poésie tragique. Essai, Paris 1951, 2. Auflage 1963
- (Hrsg.) The Tale of the death of King Arthur, by Sir Thomas Malory, Oxford 1955
- Form and Meaning in Medieval Romance, 1966
- A la recherche d'une poétique médiévale, Paris 1970
- The Rise of Romance, Oxford 1971
- Entretiens sur Racine, Paris 1984